# Conobea punctata
Conobea punctata är en grobladsväxtart som beskrevs av Christian Gottfried Daniel Nees von Esenbeck och Mart.. Conobea punctata ingår i släktet Conobea och familjen grobladsväxter. Inga underarter finns listade i Catalogue of Life.